# Chauray
 Chauray  es una población y comuna francesa, situada en la región de Poitou-Charentes, departamento de Deux-Sèvres, en el distrito de Niort y cantón de Niort-Nord.

## Demografía
| 725 | 753 | 793 | 776 | 847 | 793 | 884 | 910 | 952 | 942 | 963 | 906 | 908 | 955 | 917 | 921 | 867 | 848 | 852 | 822 | 743 | 724 | 763 | 760 | 744 | 763 | 830 | 966 | 2 100 | 3 215 | 4 661 | 4831 | 4 849 | 5 085 |
| Para los censos de 1962 a 1999 la población legal corresponde a la población sin duplicidades (Fuente: INSEE [Consultar]) |     |     |     |     |     |     |     |     |     |     |     |     |     |     |     |     |     |     |     |     |     |     |     |     |     |     |     |       |       |       |      |       |       |